# اکنول
اکنول (به فرانسوی: Aknoul) یک منطقهٔ مسکونی در مراکش است که در تازه الحسیمه تاونات واقع شده‌است.

## خصوصیات
اکنول ۴٬۰۶۶ نفر جمعیت دارد.